# Друштво хрватских књижевника
Друштво хрватских књижевника (скраћено ДХК) је службено удружење хрватских књижевника. Основана је 1900. године у Загребу са циљем „да уједини писце и помогне им да се међусобно подржавају, те промовишу хрватску књижевност без обзира на политичке циљеве“, „да штити интересе и повећава углед књижевника“ и „подржава своје чланове и њихове сирочади“. Предсједник ДХК-а је Златко Крилић, док су потпредсједници Борис Домагој Билетић и Мирко Ћурић.

## Историја
Године 1897. у склопу Друштва хрватских умјетника неслужбено дјелује Клуб хрватских књижевника, а води га Миливој Дежман. Године 1898. склопљен је први неформални споразум о оснивању Друштва хрватских књижевника и написан је законски предлог. Матица хрватска је 1899. одобрила оснивање посебног Удружења, а 17. марта 1900. влада је одобрила њена правила. Правилником су утврђене четири категорије чланова: стварни чланови (прави чланови), оснивачи удружења (закладниц ), оснивачи (утемељитељи) и придружени чланови (изванредни чланови). Удружење су основали тзв. Млади писци за разлику од старих писаца окупљених у Матици хрватској и њеном листу Виенац.
На оснивачкој скупштини 2. априла 1900. године, одржаној у присуству 103 књижевника, за првог председника Удружења изабран је Иван Трнски. Године 1906. покренут је месечник Савременик (Савременик). Крајем 1908. основана је серија Сувремени хрватски писци, која је посебно била истакнута под уредништвом Јулија Бенешића (1909–1920). Управо у тој серији је 1914. објављена позната антологија Хрватска млада лирика.
Удружење се залагало за књижевно јединство Хрвата и Срба, а давали су се приједлози за издавање заједничког књижевног часописа. 1914. године удружење је привремено суспендовано одлуком владе због Првог светског рата . Послијератне напоре удружења обиљежила је подршка језичком и правописном уједињењу Хрвата и Срба.
Због пропалих споразума са Матицом хрватском, финансијског дефицита и жестоке конкуренције новооснованих часописа, Савременик је престао да излази 1922. године, а након привременог издавања 1923. поново је обустављен 1924–1926. Активно се расправљало о теми оснивања Друштва књижевника Југославије, а након предлога Удружења књижевника у Београду „да сви писци наше земље буду уједињени у једно удружење“, Одбор Друштва књижевника Хрватске одговорио је у. 1927. да су такве иницијативе још увек преурањене и да је уместо тога предложио савез аутономних удружења.
Смрт Стјепана Радића утолико је ојачала хрватски национални дух друштва. Удружење је дјеловало и у периоду Независне Државе Хрватске. Године 1945. Удружење је преименовано у Друштво књижевника Хрватске, усвојена су нова правила и изабран нови управни одбор са Луком Перковићем као председником. Неколико десетина писаца кажњено је забраном јавног рада и привременом обуставом објављивања дела.
Године 1949. у Загребу је одржан Други конгрес Савеза књижевника Југославије на којем је изабрана нова управа са Ивом Андрићем као председником, а одбор у саставу Мирослав Крлежа, Марин Франичевић, Јосип Барковић, Петар Шегедин, Виктор Цар Емин и Славко Колар. Пленум удружења је 1964. године једногласно усвојио Декларацију о статусу и називу хрватског књижевног језика, а за време Хрватског пролећа удружење је стало уз Матицу хрватску у подршку покрета. Осамдесетих година, посебно после последњег конгреса Савеза књижевника Југославије у Новом Саду 1985. године, удружење се активније укључило у политички живот, најчешће писањем отворених писама у одбрану хрватског језика, односно грађанских права појединих писаца. Године 1990. Удружењу је враћен првобитни назив.
Преко осамдесет бивших чланова, незадовољних стањем у друштву, 2002. године оснива Хрватско друштво писаца. Први председник новооснованог друштва Велимир Висковић као разлог неопходности отцепљења наводи превласт тврде националистичке струје у ДХК.

## Удружење данас
Удружење има регионална огранка у Пули, Ријеци, Задру, Сплиту, Осијеку и Чаковцу . Издаје више часописа: Мост (Мост), Република (Република) и Корабљица. Серијал Савремени хрватски писци обновљен је под називом Књижница Друштва хрватских књижевника (Књижница Друштва хрватских књижевника). Установљено је неколико књижевних награда.

## Председници
| - Стјепан Милетић - Натко Нодило - Ксавер Шандор Гјалски (два пута) - Никола Андрић (два пута) - Бранимир Ливадић - Миховил Николић - Милутин Цихлар Нехајев - Миливој Дежман - Стјепан Тронтл - Фрањо Фанцев - Илија Јаковљевић - Миле Будак - Лука Перковић (1945–1948) | * Славко Колар (1948–1952) - Иван Дончевић (1952) - Петар Шегедин (1953, 1968–1970) - Мирко Божић (1954, 1959–1960) - Мирослав Фелдман (1955) - Вјекослав Калеб (1956) - Маријан Матковић (1957–1958) - Јуре Каштелан (1961) - Добриша Цесарић (1962) - Драгутин Тадијановић (1963) - Густав Крклец (1964, 1974–1976) - Влатко Павлетић (1965–1968) - Иво Франгеш (1970–1972) | * Јуре Франичевић-Плочар (1972–1974) - Јосип Барковић (1976–1977) - Миливој Славичек (1978–1979) - Шиме Вучетић (1980–1981) - Перо Будак (1982–1984) - Марија Пеакић Микуљан (1985–1989) - Неђељко Фабрио (1989–1995) - Анте Стамаћ (1995–1999) - Славко Михалић (1999–2005) - Стјепан Чуић (2005–2008) - Борбен Владовић (2008–2011) - Божидар Петрач (2011–) - Златко Крилић (2020–) |